# CH.WIDE
CH.WIDE(채널 와이드)는 제이슨커뮤니케이션이 운영하는 대한민국의 오락 텔레비전 채널이다.

## 채널명 변경
- 2017년 1월 1일 OCN 시리즈 (OCN Series)에서 DIA TV (다이아 TV)로 채널명 변경
- 2020년 3월 1일 DIA TV (다이아 TV)에서 CH.DIA (채널다이아)로 채널명 변경
- 2023년 1월 10일 CH.DIA (채널다이아)에서 CH.WIDE (채널와이드)로 채널명 변경

## 방영 중
- 길거리푸드 맛슐랭
- 너튜브 인싸차트
- 박씨네 미장원
- 뷰티스테이션
- 짝사랑 전세역전
- 리얼타임 댄스핏
- 7일동안
- 극과극 체험

## 종료
- 유라시아
- 본격 여론몰이 참여퀴즈쇼 다수쇼!
- GRWM(Get Ready With Me)
- 프로입털러
- 씬X쑥 - 라이크를 환전하라
- 쿡OR데드
- 신채계약서
- 1MILLION Dance Studio
- 소프 자취인 초간단 요리
- DAL (DANA ASMR LIVE)
- 대도서관 마인크래프트 실황
- 윰댕의 맛있게 먹는 여자
- 데이나 ASMR
- DANA ASMR 상황극
- 소프 베이킹
- 립스틱 프린스 시즌1
- 어썸하은 Dance Cover
- 윤짜미 메이크업 챌린지
- 리치는 못말려
- 회색토끼 에그썸씽
- 쿠킹퀘스트
- 계란 요리의 모든것
- 레나살롱
- 오늘부터 홈.트
- 샨토끼살롱
- 신.화.사(신비한 화장품 사전)
- 대도서관 공포게임 실황
- 아내의 식탁
- 수리노을 고양이먹방
- 러빈부부 사생활
- 아옳이 키우기
- 테스터훈 게임방
- 깨고 싶어 너와 함께
- 채팅 읽어주는 남자
- 인형뽑기의 신
- 쿠쿠크루
- 억섭호 시키면 골라한다
- 아옳이:하스의 여신
- 대정령 네버마인드
- 노루키친 간식
- 노루키친 집밥레시피
- 하스채널
- 대도서관 감동게임
- 신채택배
- 대도서관 화이트데이
- 소프분식당
- 천만해요
- 요리사 벨미스
- 1MILLION TV
- 대도서관 암네시아
- 칸첸알렉스
- 소희짱 인형뽑기
- 수리노을 성장기
- 신나드레 백수공방
- 공대생 변승주
- DIA 꿀PICK
- 밴쯔 도전먹방
- 리아루아DIY
- 윰댕의 욕망키친
- Betbaks
- 칸첸알렉스
- 샨토끼
- 아이티치유
- 여니네일
- 러빈채아
- 여화이(여자의 화장에는 이유가 있다)
- 데이브
- 여고생 원츄
- 달려라치킨 이야기
- 뜨거운 사이다 (Onstyle에서 절찬 방영 중.)
- 대도서관 아웃라스트
- 안녕 엘리
- 립스틱 프린스 시즌2
- 대도서관 슬라임랜처2
- 여중생 써야
- 오늘 뭐 먹지? 딜리버리 (OLIVE TV에 종영 프로그램)
- 삼대장의 코스맨틱
- 집순이 취미생활
- 폐가탈출 넘버원
- 섭이는 못말려
- 보고놀자 (투니버스에서 방영 중.)
- DIA Travel 스페인
- DIA Travel 배트남
- 바디 액츄얼리 (OLIVE TV에서 절찬 방영 중.)
- 심장이 코덕코덕(더쿠션)
- 대도서관 배틀그라운드
- 눈쟁이 배틀그라운드
- 미드나잇 펍지
- 핫새 미니어쳐
- 대도서관 파이널 스테이션
- 듬아네 햄스터
- 29Gram - SNS여신들의 사생활 탐방기
- 대광이형(ULTIMATE SAVAGE WORKS)
- 커튼콜 프로젝트
- WE DANCE STUDIO TV
- 구해줘 (OCN에서 종영된 드라마)
- 듀얼 (OCN에서 종영된 드라마)
- 또! 오해영 (tvN 종영된 월화드라마)
- 대도서관 토끼게임
- 대도서관 골프공게임
- 방과후연예
- 너랑 하고 싶어
- 방구석 아티스트 시즌2
- 어르신즈
- 너 대처법
- 대도서관 항아리게임
- DIA Travel 홍콩
- DIA Travel 오사카
- DIA Travel 뉴욕
- DIA Travel 도쿄
- DIA Travel 고효주
- DIA Travel 블라디보스톡
- 로맨스가 필요해 2012
- 소프의 쓸고라면
- 대신리뷰
- 매력TV
- 스타일 라이브:일상의 탱9캠
- 애니한TV
- 모델 하늘의 Vlog
- 대신토론
- 리치즈
- 미생
- 식샤를 합시다 2
- 킴닥스 꿀단지
- 조매력의 코미디나잇쇼
- 겨울서점
- 괜찮아, 사랑이야
- 오 나의 귀신님
- 리아루아 재미있는 DIY
- 소프 한국인의 레시피
- 태용의 리얼밸리
- 홀스형 마지막 수호자
- 2 FACE 데이트
- 홀스형 려권내라우
- 오늘의 타로맨스
- 저, 운명의 사람입니다
- 공청회 (공정책 청년 회의소)
- 리셋 프리스타일
- 대도서관 디트로이드
- 김뽀마미 악마의 전신운동
- 홀스형 좀비게임VR
- 홀스형의 연예호러게임
- 홀스형의 완다의 모험
- 켠김에 왕까지 2018
- 나의 개같은 연예
- 대도서관 심해탐험 생존기
- 잠뜰TV
- 각별
- 라더
- 혜서니
- 기우쌤
- 띠미
- 달려라치킨 미니어쳐
- 수리노을 탐묘생활
- 꿀키 심플레시피
- Nado 먹을래
- 라임튜브
- 마이린TV
- 대도BOX
- 귀여운 강아지 시바견 곰이탱이여우 일상
- 에밀튜브
- 대도서관 수다방
- 미드나잇 펍지
- 스튜디오V
- 해석남녀
- 7일동안
- 헤이지니 장난감놀이
- 쿡올트립
- VIVA DANCE STUDIO
- 순백설탕 재미있는 베이킹
- 뚜아뚜지TV
- 아리키친
- Enjoy커플
- 박막례 할머니
- 킴닥스 꿀단지
- 조매력의 코미디나잇쇼
- 입짧은 햇님
- 홍사운드
- 소프 진짜 자취 한끼
- 테스터훈 LOL 뉴메타
- 딱30분! 핏미업 - 내 몸에 핏을 더하는 시간
- 강형욱의 견종백과
- 이수근 채널
- 윰댕의 좌충우돌 심즈생활
- 나의 개같은 연예
- 유레카 발명왕 허팝
- 출동! 애니한
- 달려라치킨 베이비돌 뷰티샵
- 도로시 먹방
- 박병진 용사 먹방
- 테이스티훈
- 조섭 자만인
- 뷰틴9
- 나르의 인테리어
- 어쩌다 합방
- 광복이와 하루
- 참지말고 로킥
- 짝사랑 전세역전
- 글로벌 픽
- 밥총사
- 청춘식당 - 그때 그메뉴
- 인싸그램
- 엔조이커플 남다여다
- 오픽노잼
- 밀후퐁 캣하우스
- 푸디트래블 맛있는 거리
- 쏘이 (Soy The World)
- 달콤한 크루들
- 땅끄부부
- 감자별 2013QR3
- 청춘여락
- 캠핑한끼
- 원지의 하루
- 순필름
- 소망 한달살기
- 애주가TV참PD
- DKTV대니얼킴
- 슈앤트리
- 옆집언니 최실장
- 패션힐러 최유리
- 뷰티 스테이션
- 이제이 래시피
- 율로리아의 우리아이 밥상
- 가지 VLOG
- 보통엄마
- 이십세들
- 슛뚜
- 대한민국 1등산적 밥굽남
- 첼다바레
- 강형욱의 소소한 Q&A
- 미선 임파서블
- 집사인 게 자랑
- 똥차비디오
- 개밍순
- 두만두
- 신사임당
- 에스더TV
- 홍혜걸쇼
- 홍사운드의 리얼사운드
- 강수지TV
- 조에
- 완전 백지영
- 성훈의 데이투
- 지구를 지켜츄
- 하루하루 문숙
- 윤이버셜
- 닥터프렌즈
- 허지웅답기
- 고기남자
- 머드Lee 이형택TV
- 박원숙채널
- 브릉부부 잘먹고 잘살기
- 꽈뚜룹
- 밥굽남